# On My Level
"On My Level" je treći singl repera Wiz Khalife s njegovog debitantskog studijskog albuma Rolling Papers. Singl je objavljen 28. svibnja 2011. godine. Tekst su napisali Wiz Khalifa i Too Short, a producent je Jim Jonsin. Na top ljestvici Billboard Hot 100 pjesma je debitirala na broju 52.

## Popis pjesama
Digitalni download
1. "Roll Up" (featuring Too Short) - 4:35

## Top ljestvice
| Top ljestvica (2011.)       | Završna pozicija |
| --------------------------- | ---------------- |
| Kanada (Canadian Hot 100)   | 96               |
| SAD (Billboard Hot 100)     | 52               |
| SAD (Hot R&B/Hip-Hop Songs) | 16               |
| SAD (Rap Songs)             | 10               |

## Povijest objavljivanja
| Država                     | Datum             | Format             | Diskografska kuća |
| -------------------------- | ----------------- | ------------------ | ----------------- |
| Sjedinjene Američke Države | 22. veljače 2011. | Digitalni download | Rostrum, Atlantic |
| Sjedinjene Američke Države | 28. svibnja 2011. | Digitalni download | Rostrum, Atlantic |

## Vanjske poveznice
- On My Level na YouTubeu